# Little River (Wisconsin)
Little River es un pueblo ubicado en el condado de Oconto en el estado estadounidense de Wisconsin. En el Censo de 2010 tenía una población de 1.094 habitantes y una densidad poblacional de 8,2 personas por km².

## Geografía
Little River se encuentra ubicado en las coordenadas 44°58′00″N 87°54′8″O / 44.96667, -87.90222. Según la Oficina del Censo de los Estados Unidos, Little River tiene una superficie total de 133.34 km², de la cual 133.33 km² corresponden a tierra firme y (0%) 0 km² es agua.

## Demografía
Según el censo de 2010, había 1.094 personas residiendo en Little River. La densidad de población era de 8,2 hab./km². De los 1.094 habitantes, Little River estaba compuesto por el 97.9% blancos, el 0.09% eran afroamericanos, el 0.27% eran amerindios, el 0.37% eran asiáticos, el 0% eran isleños del Pacífico, el 0.18% eran de otras razas y el 1.19% pertenecían a dos o más razas. Del total de la población el 2.29% eran hispanos o latinos de cualquier raza.